# Питер Аспе
Питер Аспе (на нидерландски: Pieter Aspe), рождено име Питер Аспелаг (на нидерландски: Pieter Aspelag), (р. 3 април 1953 г.) е съвременен фламандски писател, автор на криминални романи.

## Биография
Аспе учи латински науки в Брюге и за кратко – политика и социология в Гент. Пише ексклузивно от 1996 г. Преди това работи като магазинер, продавач, полицай на пристанището, фотограф, пазач. Има две дъщери.

## Творчество
Питер Аспе е автор на криминални романи с главно действащо лице старши инспектор Питер Ван Ин и заместничката му Ханелоре Мартенс. Действието в повечето книги се развива в Брюге, но в три – в Бланкенберге и в една – в Антверпен.
През 2001 Аспе получава приза „Еркюл Поаро“ за романа си „Zoenoffer“. По първите десет романа се снима телевизионният сериал „Аспе“, излъчван по националния канал VTM. Към 2008 г. Аспе е продал над 1,5 млн. книги.
Аспе е автор и на две книги за деца и юноши „Bloedband“ и „Luchtpost“, и двете новели „Grof Wild“ и „De Japanse Tuin“. За в-к „Het Nieuwsblad“ Аспе пише разказа „Dekmantel“, публикуван в 7 броя през август 2009 г.
Книгите му са превеждани в Германия, Франция, Италия, Великобритания и Южна Африка.

### Романи с инсп. Ван Ин
- 1995 – Het vierkant van de wraak (Квадратът на отмъщението)
- 1996 – De Midasmoorden (Случаят „Мидас“)
- 1997 – De kinderen van Chronos (Децата на Кронос)
- 1998 – De vierde gestalte (Четвъртият)
- 1999 – Het Dreyse incident (Случаят „Дрейсе“)
- 2000 – Blauw bloed (Синя кръв)
- 2000 – Dood tij (Приливът на смъртта)
- 2001 – Zoenoffer (Изкупителна жертва)
- 2001 – Vagevuur (Чистилище)
- 2002 – De vijfde macht (Петата власт)
- 2002 – Onder valse vlag (Под лъжлив претекст)
- 2003 – Pandora (Пандора)
- 2003 – 13
- 2004 – Tango (Танго)
- 2004 – Onvoltooid verleden (Минало свършено)
- 2005 – Casino (Казино)
- 2005 – Ontmaskerd (Без маска)
- 2006 – Zonder spijt (Без съжаление)
- 2006 – Alibi (Алиби)
- 2007 – Rebus (Ребус)
- 2007 – Op drift (По течението)
- 2008 – De zevende kamer (Седмата стая)
- 2008 – Bankroet(Банкрут)
- 2009 – Misleid(Измамен)
- 2009 – De Cel (Клетката)
- 2010 – De Vijand (Врагът)
- 2010 – Erewoord (Честна дума)
- 2011 – Postscriptum (Послепис)
- 2011 – Solo (Соло)
- 2012 – Eiland (Остров)
- 2012 – Min 1 (Минус 1)
- 2013 – Het laatste bevel (Последна заповед)
- 2013 – Het Janussyndroom (Двуликият Янус)
- 2014 – (Pijn)³ (Болка на куб)
- 2014 – Zonder voorschrift (Без рецепта)

### Други творби
- Grof Wild (Дивото)
- De Japanse Tuin (Японската градина)
- Kat en Muis (Котка и мишка)
- De Laatste Rit (Последното пътуване)

### Юношески
- Bloedband (Кървав пакт)
- Luchtpost (Въздушна поща)

## Награди
- 2001 – Приз „Еркюл Поаро“ на сп. „Кнак“ за „Zoenoffer“
- 2002 – „Златен книгоразделител“ на сп. „Хюмо“ за „De vijfde macht“
- 2010 – Приз „Еркюл Поаро“ за цялостно творчество